# Culex tapena
Culex tapena é um espécie de mosquito do Género Culex, pertencente à família Culicidae.